# Revolutionair Opstandsleger van Oekraïne

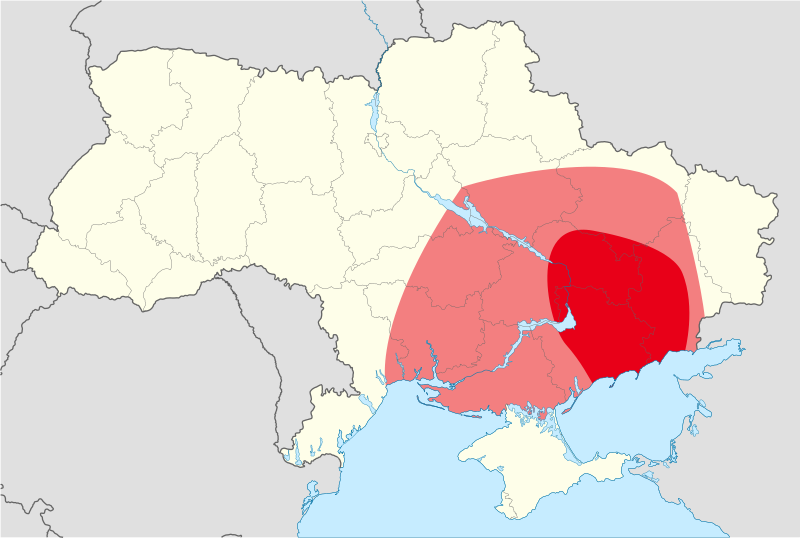
Vermoedelijke locatie van de Vrije Zone

Het Revolutionair Opstandsleger van Oekraïne (Oekraïens: "Революційна Повстанська Армія України", Russisch: Революционная Повстанческая Армия Украины"), ook bekend als Machnovsjtsjina of het Zwarte Leger was een anarchistisch leger tijdens de Russische Burgeroorlog met Nestor Machno als aanvoerder.
Het Zwarte Leger bestond in april 1919 uit 15.000 man en had op zijn hoogtepunt 100.000 soldaten. Alle leidinggevenden werden democratisch gekozen en waren op ieder moment afzetbaar. Het Zwarte Leger vocht tegen het monarchistische Witte Leger, Duits-Oostenrijkse Legers, grootgrondbezitters van de hetman Pavlo Skoropadsky, de nationalisten van Petljoera en het communistische Rode Leger. Het Zwarte Leger zorgde voor een anarchistische samenleving die bekendstond als Machnovia of de vrije zone van Oekraïne met zeven miljoen inwoners.
Het Zwarte Leger had een goede cavalerie en kon hun infanterie snel verplaatsen door het gebruik van de tatsjanka: een paardenkar waarmee de voetsoldaten konden worden vervoerd met een zwaar machinegeweer aan de voorkant. Het Zwarte Leger kon hierdoor 100 kilometer per dag afleggen. De belangrijkste kracht van de anarchisten was de steun van het volk. Overal gaven de boeren voedsel en water aan de soldaten; vervingen de vermoeide paarden voor nieuwe en legden als het nodig was zelfs nepsporen aan om de vijanden te misleiden.

## Het ontstaan van het Zwarte Leger
Het Russische Rijk was al jarenlang in verval, met hongersnoden, zoals die van 1891 met 400.000 doden. De economische omstandigheden verslechterden door de Russische deelname aan de Eerste Wereldoorlog. Door grote militaire nederlagen, prijsstijgingen en voedseltekorten ontstond de Februarirevolutie van 1917. Door de Februarirevolutie gingen de Oekraïense boeren en arbeiders zich organiseren in arbeidsraden.
In augustus 1917 stuurde de Voorlopige Regering van Aleksandr Kerenski generaal Lavr Kornilov naar Petrograd om daar de orde te herstellen. Daar aangekomen keerde Kornilov zich tegen Kerenski en wilde zelf de macht in Petrograd grijpen. Toen het nieuws van de Kornilov-affaire Oekraïne bereikte, richtte Machno een militie in Goeljaj-Polje op om de Oekraïense boeren te steunen bij het onteigenen van de grootgrondbezitters en de verdeling van de landbouwgrond. De boeren begonnen de landbouwgrond collectief te bewerken.
In januari 1918 werd de stad Aleksandrovsk aangevallen door het Witte Leger. De Witten probeerden de stad in te nemen via de trein, maar werden opgewacht door Machno en andere revolutionairen met machinegeweren, waardoor bij het vuurgevecht de trein een harde botsing maakte met een stilstaande trein, waardoor ze makkelijk konden worden uitgeschakeld.
Op 3 maart 1918 ondertekenden de communisten de Vrede van Brest-Litovsk, waardoor Duitsland het recht kreeg om Oekraïne binnen te vallen. Oekraïne werd overspoeld door Duitse en Oostenrijkse legers, die dorpen plunderden en daardoor een hongersnood veroorzaakten. Hetman Skoropadsky – de vazal van Duitsland – verergerde de hongersnood door het grootgrondbezit te herstellen. De Oekraïners kwamen in verzet en organiseerden zich in verschillende milities. Het lukte Machno om een aantal milities te verenigen.

## De strijd tegen de Duitsers, Oostenrijkers en de hetman
Het Zwarte Leger wist een basis te vestigen in het gebied van Goeljaj-Polje, waarvan uit ze de Oostenrijkers, Duitsers en Skoropadsky met succes bestreden. Het Zwarte Leger begon een guerrillaoorlog met korte verrassingsaanvallen tegen de Duitsers en de troepen van de hetman.
Het Zwarte Leger had de vaste regel om alle officieren die ze gevangennamen te vermoorden, terwijl ze alle gewone krijgsgevangenen vrijlieten. Ze lieten de gewone soldaten vrij in groepjes die ieder naar een ander windrichting werd uitgestuurd. Hierdoor kregen de anarchisten veel respect van de Duitsers, Oostenrijkers, Hongaren, monarchisten en communisten, want zij hadden het bevel gekregen om alle gevangengenomen vijanden te doden, ongeacht rang of functie. De Witten hebben vele anarchistische krijgsgevangenen doodgemarteld door hen levend te verbranden.
Machno stond bekend om zijn tactisch inzicht. Zo liet hij in een dorp een nephuwelijk organiseren om de Duitse bezetters dronken te voeren. Terwijl de Duitsers aan het zuipen waren, liet Machno het dorp omsingelen en verjoeg gemakkelijk de vijand.

## De strijd tegen Petljoera en Denikin
Na de Duitse capitulatie in de Eerste Wereldoorlog verlieten de Duitsers en Oostenrijkers het land. Machno was echter gedwongen de oorlog voort te zetten tegen de Oekraïense nationalist Petljoera die een schrikbewind probeerde in te stellen. In november 1918 wilde Machno de stad Jekaterinoslav van Petljoera bevrijden, maar door de ligging bij de rivier Dnjepr was dit te moeilijk. Machno kwam met het idee om via de trein de stad binnen te komen, want elke dag gingen veel arbeiders via de trein de stad binnen. Machno en een grote groep van zijn partizanen verkleedden zich als gewone arbeiders. De trein kwam ongehinderd aan bij het station van Jekaterinoslav. De machnovisten konden al snel het treinstation overnemen om zo de interne macht te breken van de nationalisten.
Eind 1918 kwam er een nieuwe tegenstander op het toneel, namelijk het Witte Leger van Denikin. Na vele harde gevechten lukten de anarchisten om de Witten naar de Zee van Azov te verdrijven. Tijdens de gevechten maakten de machnovisten honderden karren vol met proviand van de Witten buit. Een deel gebruikten ze zelf en de rest werd naar Moskou en Petrograd gestuurd waar een hongersnood heerste. Daarnaast werden er verschillende handelsbetrekkingen met Moskou georganiseerd waar de Oekraïners voedsel voor textiel ruilden. Eind februari 1919 vielen de Russische bolsjewieken Oekraïne binnen om Kiev op Petljoera te veroveren.

## Contact met de bolsjewieken
Tijdens de gevechten tegen de Witten en de nationalisten, hadden de machnovisten de beschikking over een grote groep reservemilitieleden, maar ze hadden maar wapens voor 20.000 man. In maart 1919 sloot het Zwarte Leger een vredesverdrag met de bolsjewieken, waardoor de communisten wapens en munitie zou leveren aan de machnovisten. Dit gebeurde maar kort, want Leon Trotski wilde niet een toekomstige vijand bewapenen.
De boeren van de vrije zone wilden op 15 juni 1919 een congres houden waar alle gemeenschappen van de Vrije Zone aanwezig zouden zijn. De bolsjewieken eisten dat dit congres niet doorging, maar de boeren en anarchisten weigerden dit bevel op te volgen. Na hun weigering vaardigde Trotski op 2 juni 1919 het Bevel no. 1824 uit. Trotski beweerde in de bolsjewistische pers dat het Zwarte Leger een beweging van koelakken was, die de revolutie zou hebben verraden doordat zij zich terugtrokken voor de Witten. Hij verzweeg het feit dat hij juist het vredesverdrag niet had opgevolgd, door de afgesproken levering van munitie en wapens aan het Zwarte Leger te beëindigen. Hierdoor moesten de machnovisten wel terugtrekken.
Na Bevel no. 1824 viel het Rode Leger de vrije zone binnen. Ook liet Trotski de rode divisies terugtrekken bij de Grisjino-sector, waardoor het Witte Leger vrij doorgang had om de Vrije Zone vanuit het noordoosten aan te vallen. De Witten vielen onder andere Goeljaj-Polje aan, waar de bevolking zichzelf bewapende met bijlen en geweren, maar zij werden door de Witten afgeslacht.

## Tussen twee vuren
Tegelijkertijd begon Denikin steeds meer troepen naar Oekraïne te sturen. Eind mei 1919 begon Denikin zijn veldtocht naar Moskou, maar was bang voor het Zwarte Leger aan zijn linkerflank en stuurde daarom een divisie van 20.000 soldaten richting Machno. De Vrije Zone werd door twee zijdes aangevallen, door het Rode Leger vanuit het noorden en het Witte Leger vanuit het zuidwesten. De communisten en monarchisten vernietigden iedere anarchistische gemeenschap die ze tegenkwamen.
Tussen twee vuren moest Machno nu terugwijken. Op dat ogenblik trof Trotski een akkoord met Machno en gaf hem wapens en munitie, zodat hij de strijd tegen Denikin kon voortzetten. Later kwamen er een aantal detachementen van het Rode Leger – onder leiding Kliment Vorosjilov – ter versterking van Machno's troepen. Zij hadden ook het geheime opdracht om Machno te vermoorden. Echter, Machno kreeg waarschuwingen hierover en maakte daarom bekend dat hij afstand nam van zijn commandantstitel en dat het Zwarte Leger zich ondergeschikt zou maken aan de bolsjewieken. In het geheim had Machno met de belangrijke personen van het Zwarte Leger afgesproken dat deze ondergeschiktheid aan bolsjewieken tijdelijk was. Deze divisies vochten onder rode vlag tegen Denikin.
De bolsjewieken onderschatten het Witte gevaar, maar al snel moest Trotski zijn mening veranderen, toen Denikin Jekaterinoslav en Charkov veroverde. In plaats van een tegenoffensief te organiseren liet Trotski zijn legers uit Oekraïne terug trekken. Machno riep toen alle anarchisten op om het Rode Leger te verlaten. Alle oude anarchistische divisies verlieten toen het Rode Leger. En met hen liepen veel Oekraïense Rode soldaten naar het Zwarte Leger over, want zij zagen Trotski's bevel als een verraad aan het Oekraïense volk. In totaal liepen er 40.000 soldaten over, waardoor de communisten bijna alle legereenheden in Oekraïne verloren.
In de Oekraïense steden die Denikin had veroverd, werd een Witte Terreur ontketend, waarbij vooral Joodse inwoners het slachtoffer van werden. Denikin herstelde het grootgrondbezit en begon een terreurcampagne tegen de boerenbevolking. Dit zorgde voor een stroom van 40.000 vluchtelingen die in augustus 1919 met het Zwarte Leger wegtrok naar het westen. De tocht naar het westen duurde twee maanden, waarbij 600 kilometer werd afgelegd.

## Machno's tegenaanval

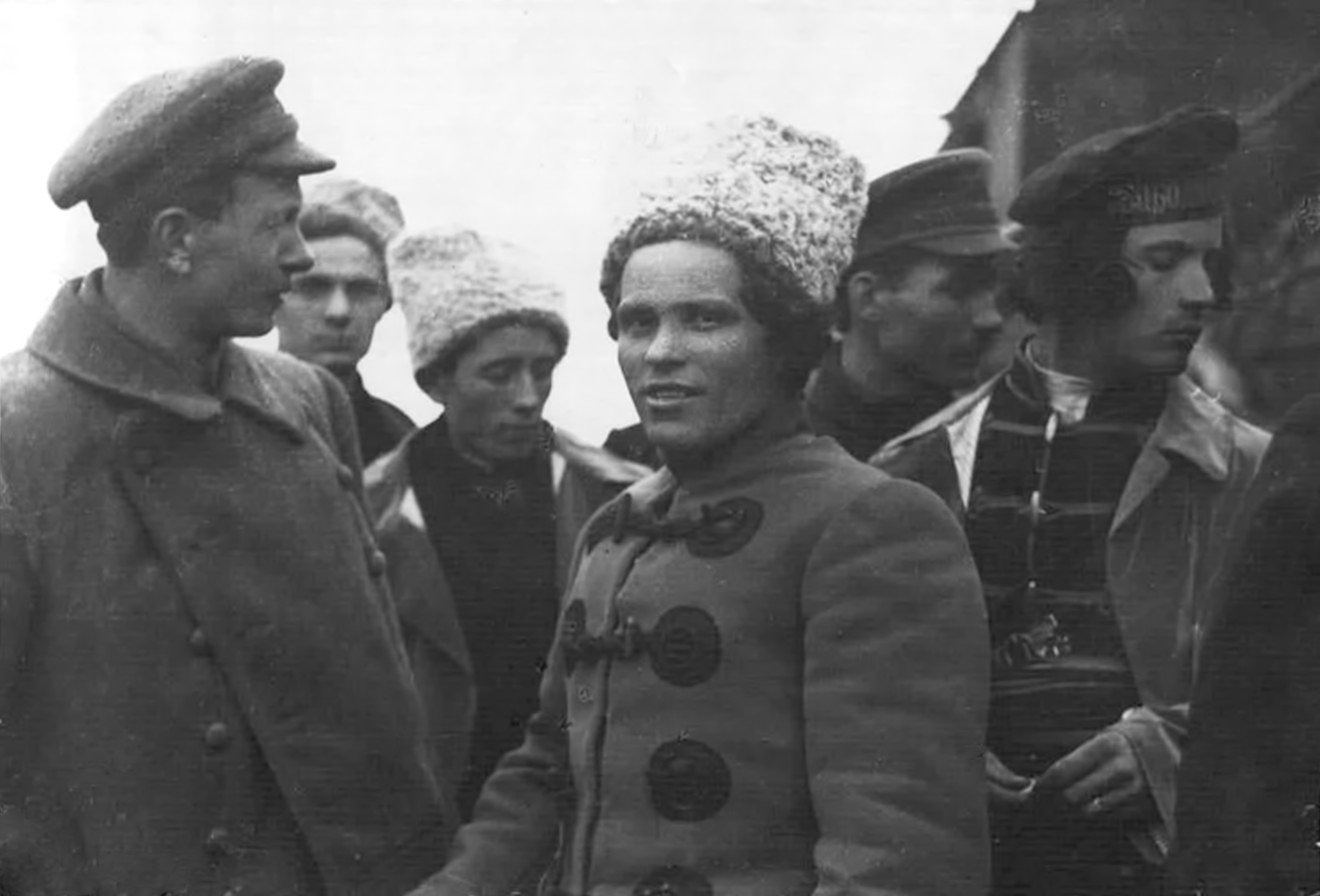
Machno met medestrijders, 1918

Denikin probeerde het Zwarte Leger te omsingelen toen deze aan het vluchten was. Dit lukte in de buurt van het stadje Oeman, die onder de controle was van de nationalisten van Petljoera. De nationalisten en de anarchisten spraken een wapenstilstand af. De nationalisten gaven Machno het recht om zijn 8.000 gewonde soldaten te laten behandelen in de ziekenhuizen en ze mochten hun kamp opzetten in de buurt van Oeman. Maar na 4 dagen begonnen de nationalisten te onderhandelen met Denikin. De Witten mochten over Petljoera's grondgebied de machnovisten omsingelen. Op 24 september 1919 was het gehele Zwarte Leger omsingeld. Het Zwarte Leger had hier de beschikking over 8.000 soldaten, terwijl het Witte Leger een totaal van 20.000 man had.
Aan de westkant was het Witte Leger minder sterk dan in het oosten. Maar Machno koos ervoor om niet meer westwaarts te vluchten, maar om door de oostelijke witte linie te breken. In plaats van verder naar het westen te trekken – zoals ze twee maanden gedaan hebben – gingen ze oostwaarts richting op het hoofdbestanddeel van het Witte Leger af. Op eerste gevechten waren in de buurt van het dorp Kroetenkoj. De Witten trokken zich oostelijk terug met de verwachting dat de machnovisten achter hen aan zouden komen. Dit gebeurde niet, waardoor de monarchisten dachten dat het Zwarte Leger verder naar het westen ging. De witte commandanten verwachtten dat de anarchisten de kleine regimenten in het westen gingen aanvallen, zodat zij met het hoofdbestanddeel de anarchisten in hun rug aan konden vallen.
De infanterie van het Zwarte Leger werd naar het dorpje Peregenovika – ten oosten van Oeman – gestuurd, waar ze positief werden ontvangen door de bewoners. De bevolking van het dorpje begon zichzelf te wapenen met pistolen, hooivorken en zeisen. De witte hoofdmacht dacht dat ze met weinig geweld het dorpje kon innemen, want zij dachten dat het Zwarte Leger naar het westen trok, maar het bleek dus dat de machnovistische infanterie in het dorpje zat. De strijd begon op 26 september tussen 3 uur en 4 uur 's nachts. Rond 9 uur leek het dat de zwarte infanterie ging verliezen. Maar langzaam werd het mitrailleurvuur van de Witten steeds zwakker. Het bleek dat Machno met zijn cavalerie de vijand aanviel vanuit de flank. De cavalerie was via een ravijn de vijand aan de zijkant benaderd, waar de Witten niet op waren voorbereid. Dit was slim, want de anarchistische cavalerie zou weerloos zijn als ze vanuit Peregenovika aanvielen. Nu waren de mitrailleuren van de Witten nutteloos, want het werd een gevecht op korte afstand waarbij de zwarte ruiters zwaarden gebruikten. De Zwarte infanterie viel de verwarde Witten vanuit het dorp aan. De Witten raakten in paniek en begonnen te vluchten. Ze probeerden te vluchten door de rivier Sinjoecha over te zwemmen, waarbij vele honderden soldaten verdronken. Aangekomen aan de andere kant van de rivier, stonden de snelle zwarte cavalerie al op hen te wachten. De meesten gaven zich over en diegene die toch wilde verzetten werden doodgeschoten.
Binnen tien dagen had het Zwarte Leger de gehele Vrije Zone bevrijd van de monarchisten. Dit ging relatief makkelijk, want de leiding van de monarchisten wist niets van de massale overwinning in Peregenovika. Het Zwarte Leger voerde aanvallen uit op de basissen van het Witte Leger bij de zee van Azov, waar de belangrijkste proviand- en munitiedepots van Denikin stonden. Het Zwarte Leger – aangesterkt door de nieuwe divisies uit de Krim – plunderde alle munitiedepots. Ook hadden de anarchisten de spoorwegen in hun macht, waardoor Denikin geen munitie, voedsel, wapens en versterkingen kon leveren voor zijn belegering van Moskou. Toen Denikin nog zo'n 200 kilometer van Moskou was, bereikte het bericht van Machno's aanval op zijn basis aan de Zee van Azov. Hij stuurde zijn beste divisies op Machno af om zijn goederenaanvoer en achterflank te verdedigen.

## De strijd tegen de bolsjewieken
De bolsjewieken vielen Oekraïne binnen, nadat zij erachter kwamen dat Denikin zwaar verzwakt was. In december 1919 was de meerderheid van het Zwarte Leger besmet door de tyfus, waaronder ook Machno. Toen eisten de communisten dat het Zwarte Leger naar de grens met Polen moest trekken. Iedereen wist dat het Trotski's bedoeling was om Machno van zijn gebied te scheiden. Toen Machno weigerde begonnen de communisten een aanval op de Vrije Zone. De anarchisten ontweken de communistische legerdivisies zo veel mogelijk en voerde slechts korte verrassingsaanvallen uit. In juni 1920 veranderden de communisten van tactiek. Zij vielen niet het Zwarte Leger aan, maar begonnen in opdracht van Trotski een terreurcampagne tegen de boeren, waarbij ze vele mensen arresteerden en executeerden. Hierbij bezetten ze een groot aantal dorpen met legerdivisies. Ook voerden de communisten een verdeel– en heerspolitiek door de arme boeren meer steun te geven, die ze van de iets minder arme boeren stalen.

## Aanval op Wrangel
In oktober 1920 gaf Denikin het leiderschap van het Witte Leger aan generaal Wrangel over. Wrangel begon vanuit de Krim een aanval op de Vrije Zone met de bedoeling om de graanoogst te plunderen. Toen liet Trotski zijn legertroepen terug trekken van het zuidfront, waardoor Wrangel vrij spel had in de Vrije Zone. Maar door een verrassingsaanval van Machno moest Wrangel terugtrekken naar de Krim.
Wrangel probeerde een alliantie te sluiten met Machno, maar Machno weigerde. Machno weigerde door de haat die de Oekraïense bevolking had tegen de Witten door de eeuwenlange tsaristische onderdrukking. Ook waren de Oekraïners niet de misdaden vergeten van de Witten in de Vrije Zone en ze wisten dat de Witten het grootgrondbezit wilden herstellen. Daarnaast heerste bij het Zwarte Leger de gedachte dat het wegvallen van het Witte gevaar zou leiden tot het verdwijnen van de steun van het volk aan de bolsjewieken.
Machno sloot een vredesverdrag met Trotski. De communisten beloofden om alle anarchistische gevangenen vrij te laten; complete vrijheid voor de anarchisten om hun mening te uiten; het recht om eigen arbeidsraden en communes op te richten en dat de communisten de vrijheid en autonomie van de Vrije Zone zou erkennen. Met dit verdrag zou het Zwarte Leger zich tijdelijk onder het bevel van het Rode Leger stellen, terwijl ze haar eigen zelfstandigheid en leiding zou behouden. Ook was afgesproken dat dit verdrag werd afgedrukt in de kranten van de anarchisten en de communisten. De communisten deden dit echter niet. Pas toen de anarchisten dreigden om het verdrag op te zeggen, werd het verdrag door de communisten in twee delen gepubliceerd.
Bij de gevechten tegen Wrangel hadden de machnovisten een belangrijke rol. Eerst jaagden ze het Witte Leger uit Goeljaj-Pole en andere steden. Het Rode Leger blokkeerde Perekop (dat is het smalle stuk land dat de Krim met het vasteland bindt) terwijl een machnovistische infanterieregiment en een cavalerieregiment via de Straat van Tsjongar – die toen bevroren was – naar de Krim marcheerde. Ook viel het Zwarte Regiment van de Krim – die bestond uit de Rode soldaten die in augustus 1919 waren overgelopen – gelijk Simferopol aan, die ze op 14 november bevrijdde. Machno had geen aandeel in deze acties, want hij was zwaargewond.

## Het einde
Nadat het Zwarte Leger de Witten uit Oekraïne had verjaagd, werden anarchistische afgevaardigden uitgenodigd voor verdere onderhandelingen met de communisten. Eenmaal aangekomen werden ze gearresteerd en geëxecuteerd. Ook schoten het Rode Leger de anarchisten in de rug bij de gezamenlijke terugtocht. Het verraad van de bolsjewieken was niet algemeen, want vele Rode soldaten weigerden om hun medestrijders tegen Wrangel aan te vallen. Trotski strafte deze weigeraars, volgens de krant van het Rode Leger werden hierom 2300 Rode soldaten geëxecuteerd.
Het Zwarte Leger was een groot gedeelte van zijn manschappen verloren. Van een cavaleriedivisie van 1500 man, kwamen er slechts 250 terug. Verliezen werden deels opgevangen door overlopers vanuit het Rode Leger. Vanaf toen stuurde Trotski alleen soldaten uit Centraal-Rusland en China tegen het Zwarte Leger om meer overlopers te voorkomen. Het Rode Leger begon een offensief tegen het Zwarte Leger. Door de aanval van de bolsjewieken moest het Zwarte Leger wegtrekken uit Goeljaj-Polje. In Goeljaj-Polje en Novospasovka vermoorden de communisten 600 burgers. Tijdens de gevechten raakte Machno gewond en moest hij vluchten. De meeste soldaten bleven verder vechten tegen de bolsjewieken. Op 19 augustus 1921 bereikte Machno met 50 medestrijders de grens met Roemenië.
Machno en vele anderen vluchtten vanuit Roemenië naar Frankrijk. Een groep met onder anderen Ossip Tsebry vluchtte naar Bosnië en organiseerde in het begin van de Tweede Wereldoorlog een anarchistische militie die tegen de fascisten en communisten vochten. Ook hebben mensen uit het Zwarte Leger meegevochten in de colonne van Durruti tijdens de Spaanse Burgeroorlog.

## Beschuldigingen van antisemitisme
De communisten en de Oekraïense nationalisten van Petljoera beschuldigden het Zwarte Leger ervan dat zij antisemitisch waren en Jodenvervolgingen hebben gehouden. Maar dit wordt algemeen gezien als een lastercampagne. Het belangrijkste tegenbewijs vormen de vele Joden die in het Zwarte Leger vochten, zoals Peter Arsjinov – de beste vriend van Machno – Boris Volin, Isador Loety, Joessoef Goetman, Isaak Teper, Lev Zadov, Taranovsky, Leah Feldman, Lev Zinkovsky, Olga Taratoeta, Aaron Baron en nog vele anderen. Het Zwarte Leger had ook een Joodse artilleriedivisie met Leon Sjneider als leider. Deze Joodse artilleriedivisie is grotendeels vernietigd door Denikin tijdens zijn aanval op Goeljaj-Polje in juni 1919.
In Oekraïne bestonden al eeuwenlang Joodse dorpen rond Marioepol en Berdjansk. Het merendeel van de Joodse dorpsgemeenschappen was aanwezig bij de congressen van de Vrije Zone. Machno heeft ook pamfletten uitgegeven tegen pogroms.
De Joodse historicus M. Tcherikover heeft jarenlang onderzoek gedaan naar de Jodenvervolgingen in Rusland en heeft daar vele artikelen over gepubliceerd. Tcherikover wist zeker dat Machno en zijn leger niet antisemitisch waren en ook dat ze geen pogroms hebben gehouden. De Jodenvervolgingen waarvan de anarchisten werden beschuldigd, waren volgens hem gepleegd door de monarchisten en Petljoera's nationalisten. Ook de communistische Sovjethistoricus Koebanin erkende dat er geen enkele sprake was van antisemitisme bij het Zwarte Leger.

## Leidinggevenden
- Nestor Machno
- Simon Karetnik
- Grigori Vasilevski
- Boris Veretelnikov
- Peter Gavrilenko
- Vasilij Koerilenko
- Michalev-Pavlenko
- Fedir Sjtsoes
- Ivan Lepetsjenko
- Aleksandr Lepetsjenko
- Dimitri Ivanovitsj Popov
- Voldemar Antoni